# رمانتیک‌های جدید (ترانه)
«رمانتیک‌های جدید» (به انگلیسی: New Romantics) تک‌آهنگی از هنرمند اهل ایالات متحده آمریکا تیلور سوئیفت است که در ۲۳ فوریه ۲۰۱۶ به عنوان هفتمین تک‌آهنگ از آلبوم ۱۹۸۹ منتشر شد.